# Напад на службу безпеки у Пулвама (2019)
14 лютого 2019, кортеж транспортних засобів, котрий перевозив персонал служб безпеки, рухаючись по Джамму Срінегір Національному Шосе був атакований автомобілем з вибухівкою. За кермом останнього перебував смертник у селі Леспора (поблизу м. Авантіпур) у Пулвама (район), Джамму та Кашмір, Індія. Внаслідок атаки загинуло 40 співробітників Головних Резервних Сил Поліції Індії (ГРСП) та сам нападник. Відповідальність за атаку взяли на себе Пакистанська Ісламістська воєнізована група Джаїш-е-Мухаммад. Молодий мешканець Аділь Ахмед Дар (англ. Adil Ahmed Dar) був ідентифікований як нападник.

## Передісторія
Починаючи з 2015, Пакистанські войовничі діячі в області Кашмір дедалі більше беруть участь у високопрофесійних атаках смертників проти Індійських сил безпеки. У липні 2015 року троє озброєних людей напали на автобус і поліцейську станцію у м. Гурдаспур. У 2016 році 4-6 озброєних людей напали на Воєнний Аеропорт Патханкот. У Лютому та Червні 2016, войовничі люди вбили 9-ох та 8-ох співробітників служби безпеки у Пемпоре. У вересні 2016, 4 нападники атакували Індійську Армію бригадні штаб-квартири у м. Урі вбивши 19 солдатів. 31 грудня 2017, у Командно Тренувальному Центрі у с. Леспора був скоєний напад войовничими людьми, які вбили 6 співробітників безпеки. Ці напади мали місце на околиці Джамму Срінегір Національному Шосе (Індія).

## Напад
| Штат             | Кількість | Компенсація | ПОсилання |
| ---------------- | --------- | ----------- | --------- |
| Уттар-Прадеш     | 12        | 25 00 000   | [ 6 ]     |
| Раджастхан       | 5         | 50 00 000   | [ 7 ]     |
| Пенджаб          | 4         | 12 00 000   | [ 5 ]     |
| Одіша            | 2         | 10 00 000   | [ 8 ]     |
| Уттаракханд      | 2         | 25 00 000   | [ 6 ]     |
| Біхар            | 2         | 11 00 000   | [ 9 ]     |
| Махараштра       | 2         | 50 00 000   | [ 6 ]     |
| Західний Бенгал  | 2         |             |           |
| Тамілнад         | 2         | 20 00 000   | [ 6 ]     |
| Ассам            | 1         | 20 00 000   | [ 8 ]     |
| Карнатака        | 1         | 25 00 000   | [ 10 ]    |
| Джамму та Кашмір | 1         |             |           |
| Гімачал-Прадеш   | 1         | 20 00 000   | [ 8 ]     |
| Керала           | 1         |             |           |
| Джхаркханд       | 1         | 10 00 000   | [ 6 ]     |
| Мадх'я-Прадеш    | 1         | 1 crore     | [ 6 ]     |
| Трипура          | -         | 2 00 000    | [ 5 ]     |
| Телангана        | -         | 10 00 000   | [ 8 ]     |
| Гуджарат         | -         | 10 00 000   | [ 8 ]     |
| Сіккім           | -         | 3 00 000    | [ 11 ]    |
| Всього           | 40        | -           |           |

14 лютого 2019, конвой суден який складався з 78 транспортних засобів перевозив понад 2500 співробітників Головні Резервні Сили Поліції (Індія) (ГРСП) з Джамму до Срінагар подорожували по Національне шосе № 44. Конвой суден був покинув Джамму приблизно о 3:30 (UTC+05:30) та перевозив велику кількість персоналу через те що два дні до цього на шосе проводився ремонт і не було можливості руху. Конвой повинен був досягти місце призначення до заходу сонця.
У с. Леспора поблизу м. Авантіпур, близько 15:15 (UTC+05:30), автобус зі співробітниками служби безпеки був протаранений Mahindra Scorpio практичним спортивним автомобілем, який перевозив більше 300 кг вибухівки. Це спричинило вибух унаслідок якого загинуло 40 співробітників ГРСП 76-го Батальйону та поранено багатьох інших. Поранені були доставленні до основного воєнного шпиталю у Срінагар.
Пакистанська войовнича група Джаиш-е-Мухаммад заявила про свою відповідальність за цю атаку. Вони також опублікували відеозапис нападника англ. Adil Ahmad Dar відомого також як англ. Adil Ahmad Gaadi Takranewala з псевдо англ. Waqas Commando, 22-річного, який покинув школу(базову загальну середню освіту) з Кекепора приєднався до групи рік до цього. Його сім'я бачила його в останнє у березні 2018, коли він поїхав з його дому на велосипеді одного для і більше не повернувся. Пакистан заперечив будь-яку причетність лідера Джаиш-е-Мухаммад, Масоод Ажар, який вільно пересувається по країні.
Це найбільш смертоносний терористичний напад на співробітників країни починаючи з 1989.

## Розслідування
Команда Національної Розслідувальної Агенції з 12 членів займатиметься аналізом атаки разом з поліцією штату.
З початку розслідування припустили, що в автомобілі було 300 кг вибухівки, включаючи 80 кг Гексоген, та нітрат амонію.